# Studio Ponoc
Studio Ponoc (株式会社スタジオポノック, Kabushiki-gaisha Sutajio Ponokku) is een animatiestudio gelegen te Musashino, Japan. Deze studio werd op 15 april 2015 opgericht door Yoshiaki Nishimura. Nishimura werkte voor de oprichting van deze studio als filmproducent bij Studio Ghibli. Studio Ponoc's eerste film, Mary and the Witch's Flower, kwam uit in Japan op 8 juli 2017.

## Geschiedenis
Yoshiaki Nishimura stichtte de studio op 15 april 2015. Hij werd hierbij gesteund door verscheidene ex-medewerkers van Studio Ghibli, waaronder regisseur Hiromasa Yonebayashi. De naam van de studio komt voort uit het bosnische woord ponoć, welke "middernacht" of "begin van een nieuwe dag" betekent.
In de zomer van 2015 produceerde de studio reclamefilmpjes voor de West Japan Railway Company. De eerste langspeelfilm die de studio uitbracht, was Mary and the Witch's Flower. Deze film behaalde in 2017 de zesde plaats in de lijst van de meest winstgevende Japanse films van dat jaar. De film is gebaseerd op het boek The Little Broomstick van Mary Stewart. Verscheidene oud-leden van Studio Ghibli werkten mee aan de film.

## Oeuvre

### Korte werken
- Televisiereclame voor West Japan Railway Company (2015)

### Films
- Mary and the Witch's Flower (メアリと魔女の花, Meari to Majo no Hana) (2017, geregisseerd door Hiromasa Yonebayashi)
- Modest Heroes (2018, geregisseerd door Hiromasa Yonebayashi, Yoshiyuki Momose en Akihiko Yamashita)